# Rafael Freyre (Cuba)
Rafael Freyre est une ville et une municipalité de Cuba dans la province de Holguín.

## Géographie

### Situation
Rafael Freyre se trouve dans le sud-est de l'île de Cuba, dans le nord de la province de Holguín, sur la côte nord (océan Atlantique) de l'île. 
Par la route elle se trouve à 
773 km sud-est de La Havane, 
37 km nord-est de sa capitale de province Holguín, et 
175 km nord de Santiago de Cuba, la principale ville du sud de l'île.
Sa côte inclut trois baies principales : la double baie de Bariay et Jururu, la baie de Vito et la baie de Naranjo (les trois baies au centre de la photo satellite ci-dessous).

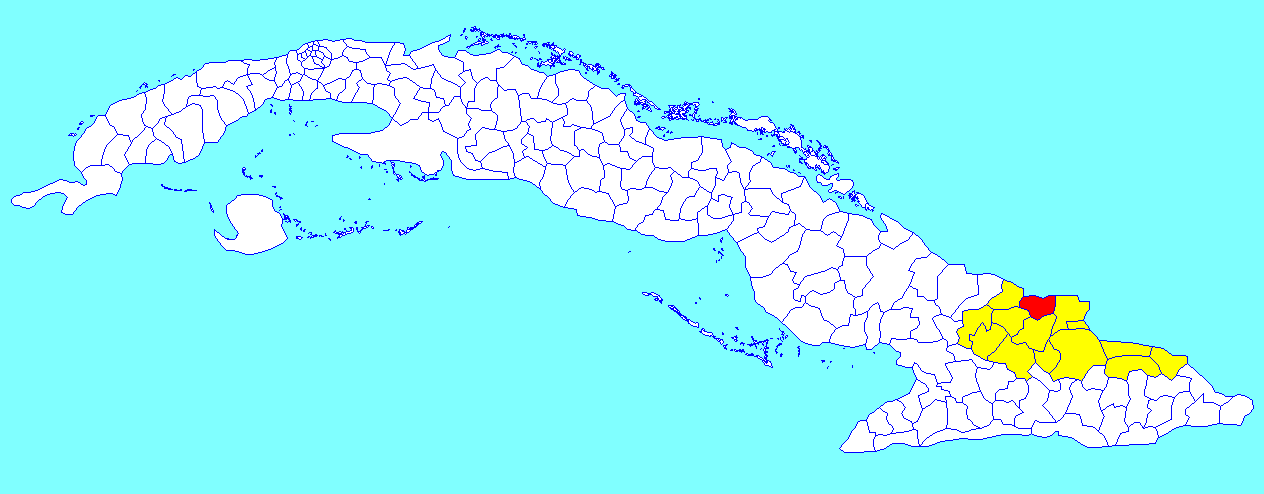
Rafael Freyre dans la province de Holguín
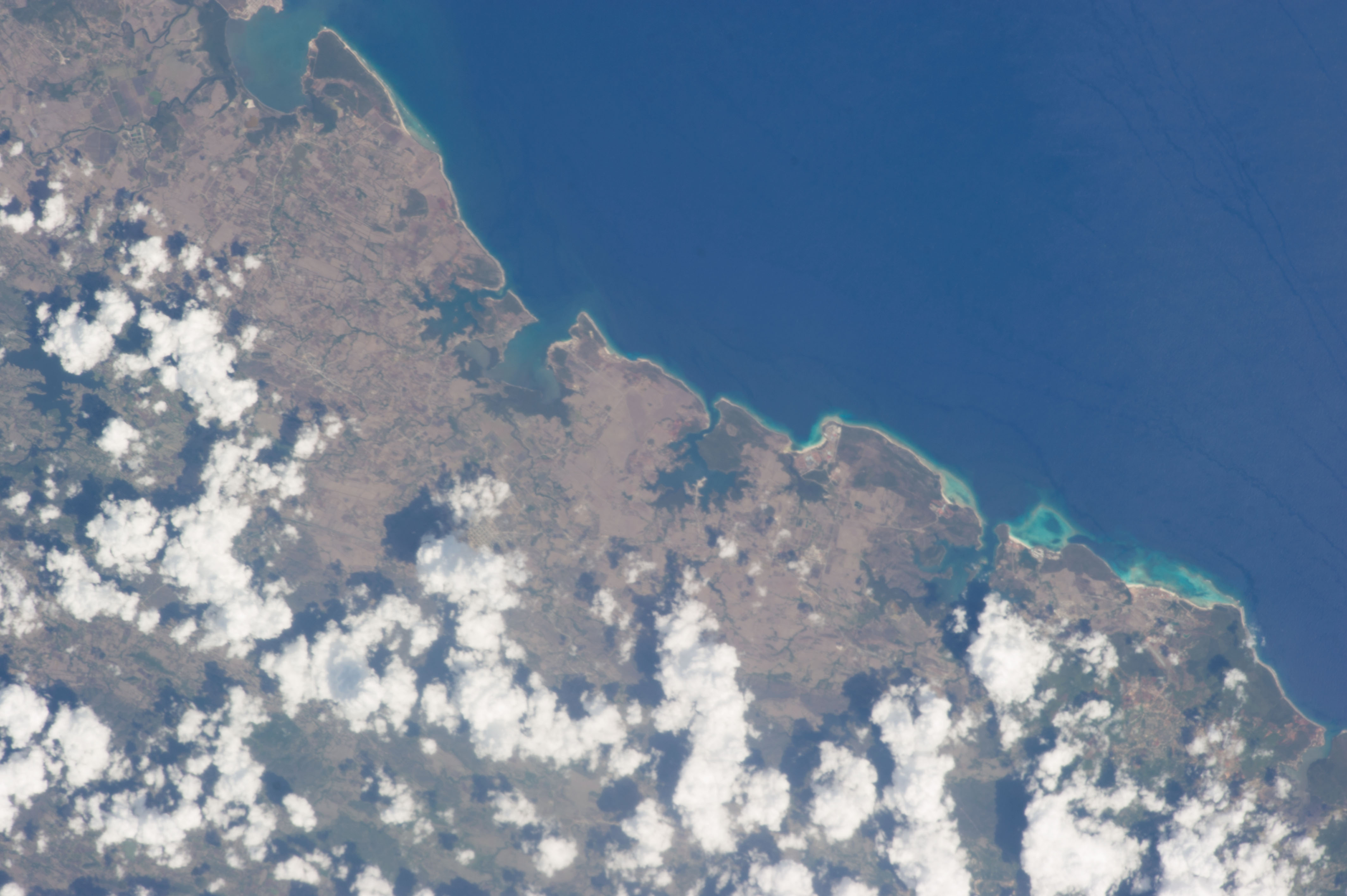
Gibara, Rafael Freyre, Guardalavaca (Banes), baie de Sama

### Divisions administratives
Cueto a six consejos populares :
- Santa Lucía
- Fray Benito
- La Caridad
- Carlos Noris
- Progreso
- Altuna
- Dagames
- Melones
- La Ceiba
- La Fe

## Population
En 2022 la population de la municipalité est estimée à 53 408 habitants. Pour une surface de 618,15 km2, la densité est de 86,36 habitants/km².